# 涂作潮
涂作潮（1903年5月11日—1984年12月31日），原名涂保生，曾用名蒋林根，党内秘密工作代号木匠，湖南长沙人，中国共产党电台机务专家。

## 生平
涂作潮是湖南长沙人，家境贫寒，9岁离家到长沙信义小学勤工俭学。1916年跟着族兄到长沙讨生活当了木匠，在基督教青年会办的平民夜校读书。1920年11月第一批加入湖南劳工会，阅读劳工会的书刊，并进入工会办的长沙建筑工人夜校学习。1922年参加长沙泥木工人罢工被开除。1924年初到上海恒丰纱厂打工，1925年经蔡和森之兄蔡林蒸、林彪之兄林育英介绍加入中国共产党，改名为“涂作潮”，从事工人运动。任上海总工会第一办事处担任会计并兼任杨树浦第一办事处党（支部书记为何叔衡之侄何量澄）组织委员。1925年5月1日到广州参加第二次全国劳动代表大会。参与发动了五卅运动，被捕后在狱中组织绝食斗争。1925年8月，一伙流氓冲击高郎桥工会，并在光天化日之下调戏女工。涂作潮闻讯赶到，血脉贲张，当场开枪，击中一个流氓，众歹徒作鸟兽散。他的党员身份却因而暴露。1925年10月奉命去苏联留学，11月15日入东方劳动者共产主义大学工人班，俄文名字沃罗达尔斯基。1927年转入特别班，接受苏联红军培训学习信鸽传送、密写、印刷、车辆驾驶、有线通信等课程。1928年在莫斯科作为旁听代表参加中国共产党第六次全国代表大会，通过邓颖超认识了周恩来，表示希望学习军事技术、炸弹、毒气、火药,“使我成个完全四门俱全党员回国工作,以便应付最近与将来的武装暴动”。周恩来说：“现在是现代化战争了，斗争的形式多种多样，国内急缺无线电通讯方面的人才！我看你可以去学习这个。”1929年1月和中山大学的中国留学生宋濂、谭献犹（外号“小广东”）、刘希吾调入列宁格勒伏龙芝军事通讯联络学校学习无线电11个月，因为涂作潮早年患过脑膜炎，收报速度很慢，改学无线电机务。在党内秘密工作的代号“木匠”。1929年中东路事件期间，到刘伯承、黄平领导的远东工人游击队担任无线电机务员。
1930年3月学成回国，进入上海中共中央特科下属的李强领导的无线电通信科工作。1930年12月17日，中央特科第二期无线电集训班的20名学生和老师被抓走，涂作潮装成讨工钱的油漆工脱险。1931年4月和曾三、伍云甫等无线电技术人员从上海到中央苏区工作，在红军总司令部电台当机务员。举办红军通讯短训班,提高战士的电讯工作能力。任无线电通信材料处主任，负责修理、改装无线电收发报机。1932年12月14日赶修电台,使中央红军与宁都暴动部队接通电讯。不久，材料处改为中革军委通信材料厂，涂作潮任厂长，组织修配制作电台元件、X光机、高压发电机。1934年10月中央红军开始长征，因为恶性疟疾无法行军，辗转数月1935年4月回到上海。
1936年夏，周恩来两次署名发电，令上海地下党设法通知涂木匠立即赴陕北。中国电工企业公司总经理兼工程师、曾为中央特科同事的蔡叔厚找到了涂，给了他一封介绍信和40元钱，让他到西安去找党组织。于1936年中秋节到西安，化名蒋贵庭，住在东大街的西京饭店，与刘鼎接上联系后，开始紧急装备无线电台，为此，涂作潮制作了一部5瓦哈特莱电台、一部用干电池做电源的5瓦电台、一部能向全国通报的100瓦大功率电台。西安事变中，蒋介石被捉的消息就是通过他做的电台经洛川发给延安的，其中一部大功率电台还被当作广播电台使用，播报了中共的八项主张。西安事变和平解决后，涂作潮乘卡车撤退到云阳红军总部，见到了叶剑英。1936年12月31日，李克农把涂作潮找去谈话说:“你回上海工作吧，你对上海熟悉。”并交给在场的潘汉年。
1937年1月至1942年9月，化名蒋林根，先后在潘汉年、刘少文、王少春、龚饮冰等领导下，在上海做秘密电台工作。在赫脱路(后常德路)572号租了个门面，开了一家“恒利无线电公司”。后在威海卫路（今威海路）338号开“福声无线电公司”，最后在新闸路1520号开“闻远无线电公司”。1937年下半年，涂作潮与上海纱厂的杂工张小梅结婚了。张小梅不识字，前夫患肺结核去世了，有一个5岁的男孩。婚后，张小梅一心操持家务，给涂作潮生了儿子。1939年开始带徒弟李白。1941年福声公司一位学徒逃跑，给涂作潮、李白的安全带来严重威胁，为了避免被一网打尽，两人“分家”，李白把福声迁到建国西路，涂作潮另寻地址又开了一家“闻远无线电公司”。1942年9月15日，李白电台被日军侦破，李白被捕。涂作潮奉命紧急撤离上海，临行前告诉已结婚几年的妻子张小梅：“我的真名是涂作潮，不是蒋贵庭。如果我以后回不来、那时候又是共产党坐了天下，你去找党询问我的下落，他们会管你母子几人的饭食，如果共产党坐不了天下，你就当没有涂作潮这个人。”在交通员王耀三的护送下，涂作潮从真如站上火车，到下关后途经六合县，抵达中共江苏省委驻地泥皮湾，被任命为新四军军部电台机务主任，不久妻儿也被地下党接出送到涂作潮身边，一家人在解放区团聚。撤出上海一年后，涂作潮一家五口从新四军军部出发，经泗阳、烟台、天津、北平、太原、忻县等地，历时大半年，1944年7月抵达延安，任中央军委三局材料厂厂长，负责军委通讯器材的装配、维修等技术保障工作，还受命主持了三局高级机务人员培训班的开办，以加速培养通讯业务技术人才。
1948年春随军委三局到晋察冀解放区。1948年年底，涂作潮调出军委三局，等待分配新的工作。1949年初，他向党组织提出，要求参加解放城市的接管工作，被批准后随即南下奔赴新的岗位。1949年，返回上海，成为接管中央无线电公司、中央有线电公司两大电讯公司的首席军代表。
1950年代，涂作潮在第一机械工业部上海机电研究所处长。由于在从事行政工作的同时坚持进行科学研究，并研制出铀矿探测仪交黄河理工仪器厂投产，他在1956年被评为三级工程师，相当于行政九级，月薪250元。1957年主动要求调任上海电机厂厂长助理，主动要求降薪到200元。后任上海重工业二局技术处副处长。1958年，涂作潮还为《永不消逝的电波》剧组制作了一个和当年外观上完全相同的一件道具。1959年学习庐山会议决议，涂作潮发言1小时40分，提出不同意见，当即被定为反党分子，开除出党，行政降两级。1962年，彭干臣烈士的儿子彭伟光来到中南海西花厅看望周恩来的时候，提起了涂作潮的遭遇。周恩来说：“涂作潮最多是心直口快，脾气暴躁。”1964年经周恩来过问后获甄别平反，恢复11级待遇，调北京第四机械工业部休养、负责军事无线电工业技术。文革时期，涂作潮遭刑讯百余次，但拒绝提供伤害他人的不实材料。1970年，专案组通知他，1964年对他做出的平反决定，现予推翻，1959年对他的处理结果仍予维持。1969年解除关押后的第七天，涂作潮瘫痪。但是他不能接受这样的处理，开始一份又一份地口述申诉，由家人整理后向上反映，都石沉大海，杳无音信。1974年，经组织安排，涂作潮搬家到四机部黄亭子宿舍区两间楼房内。1978年4月获彻底平反，住房也予调整，按照副部级待遇，住木樨地部长楼，但医疗待遇是司局级。他积极参加党史资料征集工作,撰写了一批有价值的中共无线电通讯工作回忆资料。1981年11月3日，中共中央党史资料征集委员会在中南海小礼堂开会，原中央特科的李强、吴克坚、刘鼎、曾三等人都到会，会议快结束时李强说，今天“木匠”没说话，有两件事必须记下来。一是木匠曾作为中共中央代表去谈判张辉瓒的事，第二件事，木匠收过一个徒弟李白，是《永不消逝的电波》里李侠的原型。1981年11月8日，陈云在人民大会堂接见了中央特科老同志，与坐在沙发上的涂作潮握手合影，陪同人员有特科时期的李强、曾任中某部部长的罗青长、国家安全部首任部长凌云等。中央党史资料征集委员会主任冯文彬曾在中南海召开的一次党史会上亲自把涂作潮推上主席台就座。
1984年12月31日在电子工业部402医院病逝。1985年1月21日，涂作潮的遗体告别仪式按副部级葬仪在八宝山革命公墓举行。《人民日报》1月22日刊登讣告称涂作潮为“老一辈无产阶级革命战士”，说他“襟怀坦白，光明正大，刚直不阿，是我们党的优秀干部、优秀党员”。

## 家人
妻子张小梅
长子涂林方
儿子涂延华，毕业于上海无线电工业学校
儿子涂胜华，1951年生。中国社会科学院院英文新闻采编专业硕士学位。

## 纪念
涂作潮陈列室：位于河北燕郊西柳河屯村